# 包谷垴乡
包谷垴乡，是中华人民共和国云南省昭通市巧家县下辖的一个乡镇级行政单位。

## 行政区划
包谷垴乡下辖以下地区：
包谷垴村、新坪村、红岩村、青山村、洼落村、红箐村、周家坪村和燕麦沟村。